# MOA-2009-BLG-387L
MOA-2009-BLG-387L — звезда в созвездии Скорпиона на расстоянии приблизительно 18,5 световых лет от нас. Вокруг звезды обращается, как минимум, одна планета.

## Характеристики
MOA-2009-BLG-387L представляет собой красный карлик — маломассивную и чрезвычайно тусклую звезду. Её масса оценивается приблизительно в 19 % солнечной. Несмотря на близкое расположение звезды к нам, из-за тусклости она представляет трудный объект для наблюдений.

## Планетная система
В 2011 году группой астрономов, работающих в рамках проекта наблюдений микролинзирования в астрофизике, было объявлено об открытии планеты MOA-2009-BLG-387L b в системе. Это газовый гигант, имеющий массу 2,56 массы Юпитера. Планета обращается на среднем расстоянии 1,82 а. е., совершая полный оборот за 5,43 лет. Открытие было совершено методом микролинзирования.